# Stazione di Cadice
La stazione di Cadice (in spagnolo Estación de Cádiz) è la principale stazione ferroviaria della città spagnola di Cadice.

## Storia
L'attuale stazione è entrata in servizio l'8 marzo 2002.